# Dangereuse Innocence
Pour plus de détails, voir Fiche technique et Distribution.
Dangereuse Innocence (Dangerous Innocence) est un film américain réalisé par William A. Seiter, sorti en 1925.

## Synopsis
Sur un bateau reliant l'Angleterre à l'Inde, Ann Church rencontre le jeune et fringant Major Anthony Seymour, dont elle tombe amoureuse. Lui faisant quelques avances innocentes pour attirer son attention, il estime qu'elle a 19 ans, bien qu'elle en paraisse 15. Le major résiste d'abord à ses avances parce qu'il la croit si jeune, puis il se retient après avoir appris que la mère d'Ann était son ex-petite amie. Un autre passager, Gilchrist, qui est un goujat, profite de la naïveté d'Ann en la plaçant dans une position compromettante. Pour sauver sa réputation, Ann  accepte la demande en mariage qu'il lui fait. À leur arrivée à Bombay, Gilchrist se venge en racontant à Ann que le major a eu une liaison avec sa mère, ce qui pousse Ann à rompre les fiançailles. Furieux, le major suit Gilchrist hors du navire et le bat. Alors qu'elle se prépare à rentrer seule en Angleterre, le major force Gilchrist à admettre à Ann que la relation entre le major et la mère d'Ann était platonique et n'a jamais été romantique. Le jeune couple se réunit et se marie plus tard en mer.

## Fiche technique
- Titre original : Dangerous Innocence
- Titre français : Dangereuse Innocence
- Réalisation : William A. Seiter
- Scénario : Lewis Milestone et James O. Spearing d'après le roman de Pamela Wynne
- Photographie : Richard Fryer et Merritt B. Gerstad
- Société de production : Universal Pictures
- Pays de production : États-Unis
- Format : Noir et blanc - 1,33:1 - Film muet
- Genre : comédie dramatique
- Date de sortie : 1925

## Distribution
- Laura La Plante : Ann Church
- Eugene O'Brien : Major Seymour
- Jean Hersholt : Gilchrist
- Hedda Hopper : Muriel Church
- Milla Davenport : Hôtesse
- Alfred Allen : Capitaine Rome
- William Humphrey : John Church
- Martha Mattox : Tante
- Janet Gaynor (non créditée)